# Rodolf van Stade
Rodolf I van Stade (gestorven 1124) was een zoon van Udo I van Stade en Oda van Werl. Hij kreeg in 1106 het bestuur over de Noordmark van keizer Hendrik V voor acht jaar, op voorwaarde dat hij zijn neef Hendrik op zou voeden en zou onderhouden. Toen in 1112 de keizer verbolgen was over het gedrag van hertog Lotharius van Saksen en van markgraaf Rodolf, omdat zij Frederik graaf van Stade vasthielden, leverde die beiden uit aan de landdag van Goslar. Otto van Ballenstedt kreeg het hertogdom toegewezen en Helperik, graaf van Prosecke, kreeg het markgraafschap. Kort nadien verzoenden zij zich en kregen zij hun bezittingen terug. Rodolf gaf in 1115 het markgraafschap aan Hendrik II, zoon van zijn broer Udo II, en stierf in 1124. Hij was gehuwd met Richardis, dochter van burggraaf Herman van Maagdenburg, en werd de vader van:
- Udo III
- Rodolf, graaf van Dithmarsen, Franckleben en Stade
- Hartwig, aartsbisschop van Bremen
- Luitgardis, gehuwd met paltsgraaf Frederik van Saksen, met koning Erik III van Denemarken en met Herman van Winzenburg